# Scharlachroter Feuerkäfer

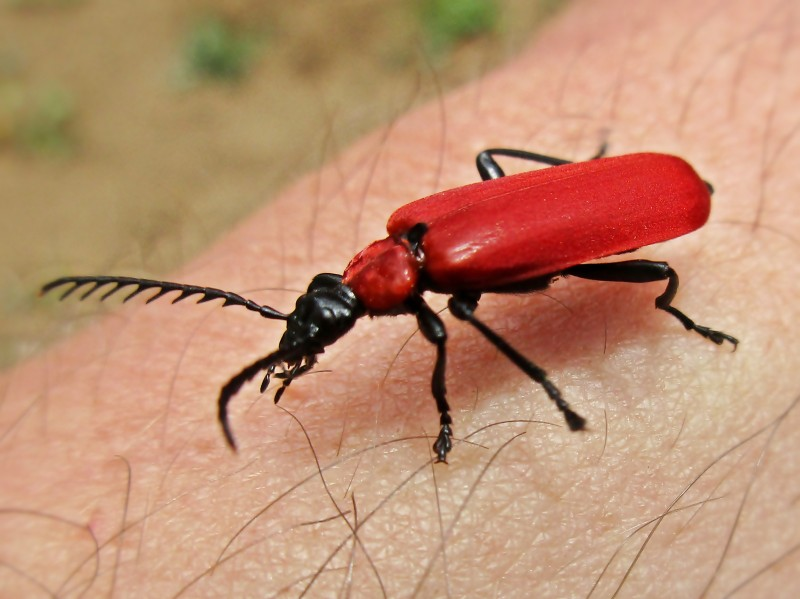
Männchen

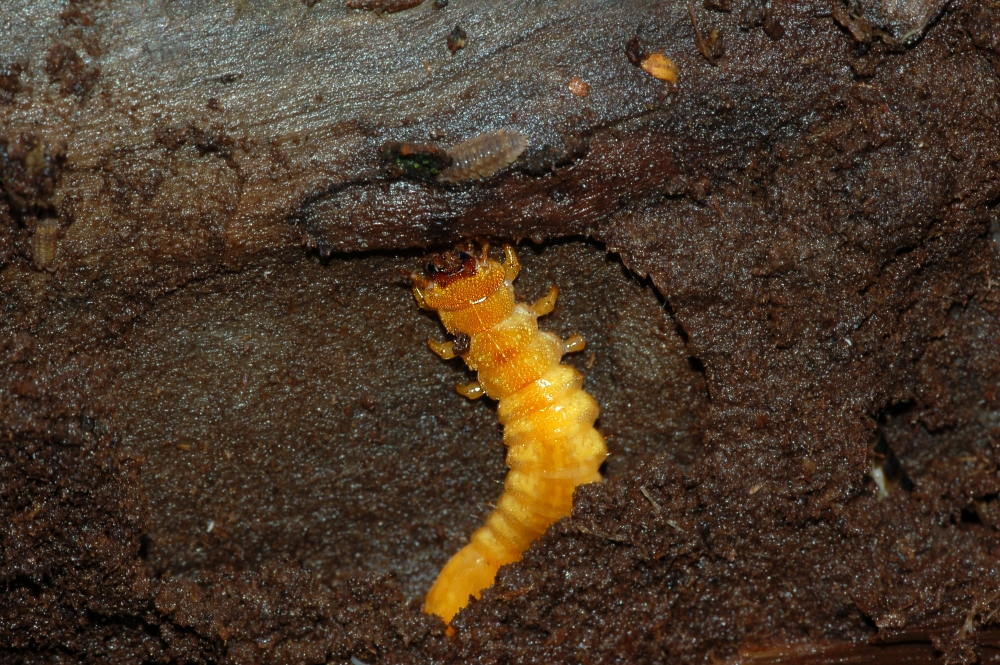
Larve des Scharlachroten Feuerkäfers

Der Scharlachrote Feuerkäfer (Pyrochroa coccinea) ist ein Käfer aus der Familie der Feuerkäfer (Pyrochroidae).

## Merkmale
Die Käfer werden 14 bis 18 Millimeter lang und haben einen flachen und breiten Körper. Die Deckflügel und der Halsschild sind kräftig rot gefärbt, der übrige Körper ist tief schwarz. Am schwarzen Kopf ist auf der Stirn ein leichter, braunroter Schimmer zu erahnen. Das jeweils letzte Tarsenglied (also die Klaue) ist rotbraun. Die Weibchen haben gesägte, die Männchen gekämmte Fühler.

### Ähnliche Arten
- Rotköpfiger Feuerkäfer (Pyrochroa serraticornis)

## Vorkommen
Die Tiere kommen in ganz Europa, nördlich bis in den Süden Norwegens und Mittelschweden und -finnland an Waldrändern und Waldlichtungen vor. Man findet sie vor allem auf Blüten und an Totholz. Sie fliegen von Mai bis Juni und sind mitunter häufig.

## Lebensweise
Die Imagines saugen süße Pflanzensäfte oder Honigtau von Blattläusen. Die Larven leben unter loser Rinde und benötigen zwei bis drei Jahre für ihre Entwicklung. Sie ernähren sich räuberisch von Insektenlarven, mitunter auch kannibalisch von Artgenossen. Sie haben einen sehr flachen, gelblich bis kräftig gelb gefärbten Körper und tragen am Hinterleibsende zwei Dornen. Die Verpuppung erfolgt im Frühjahr.